# Kuf Ab (huyện)
Kuf Ab là một huyện thuộc tỉnh Badakhshan, Afghanistan. Dân số thời điểm năm 1999 là -16,4 người.